# Płyta arabska

Płyta arabska zaznaczona na złoto

Płyta arabska – niewielka płyta tektoniczna, położona między płytą afrykańską na południu i zachodzie, płytą eurazjatycką na północy i płytą indyjską na wschodzie. 
Obejmuje Półwysep Arabski, Mezopotamię, wschodnią część Morza Czerwonego, położoną na wschód od Ryftu Morza Czerwonego, północną część Zatoki Adeńskiej i zachodnią Zatoki Perskiej.
Przed powstaniem Ryftu Morza Czerwonego stanowiła całość z płytą afrykańską. Strukturalnie tworzyła część Platformy nubijsko-arabskiej. Składa się z tarczy arabskiej i monokliny arabskiej.